# Grün Jakab
Grün Jakab (Pest, 1837. március 13. – Baden bei Wien, 1916. október 1.) magyar származású osztrák hegedűművész.

## Életpályája
Első zeneóráit Pesten kapta. Tanulmányait Bécsben (Böhm József) és Lipcsében (Moritz Hauptmann) végezte el. 1858–1861 között a weimari Hofkapelle tagja volt, mint hegedűs. 1861–1863 között Hannoverben élt. 1861–1865 között a hannoveri udvari zenekar tagja volt, ahol megismerkedett Joachim Józseffel. 1866-tól szólistaként koncertkörúton volt Németországban, Hollandiában. 1868-ban koncertmester lett a bécsi Staatsopernél (Bécsi Filharmonikusok), és 1897-ig a zenekar tagja maradt. 1877–1909 között a bécsi konzervatórium hegedűszakos professzora volt; egy egész nemzedéket képzett a bécsi hegedűiskola hagyományai szerint. Tanítványai között volt például Adolf Bak, Flesch Károly, Rosa Hochmann, Franz Kneisel, Fritz Kreisler, Max Lewinger, Franz Mairecker, Hans Wessely és Max Weißgärber.
Korának jónevű, nagyrabecsült hegedűművésze volt. Sírja a bécsi központi temetőben, az 1. kapunál található.

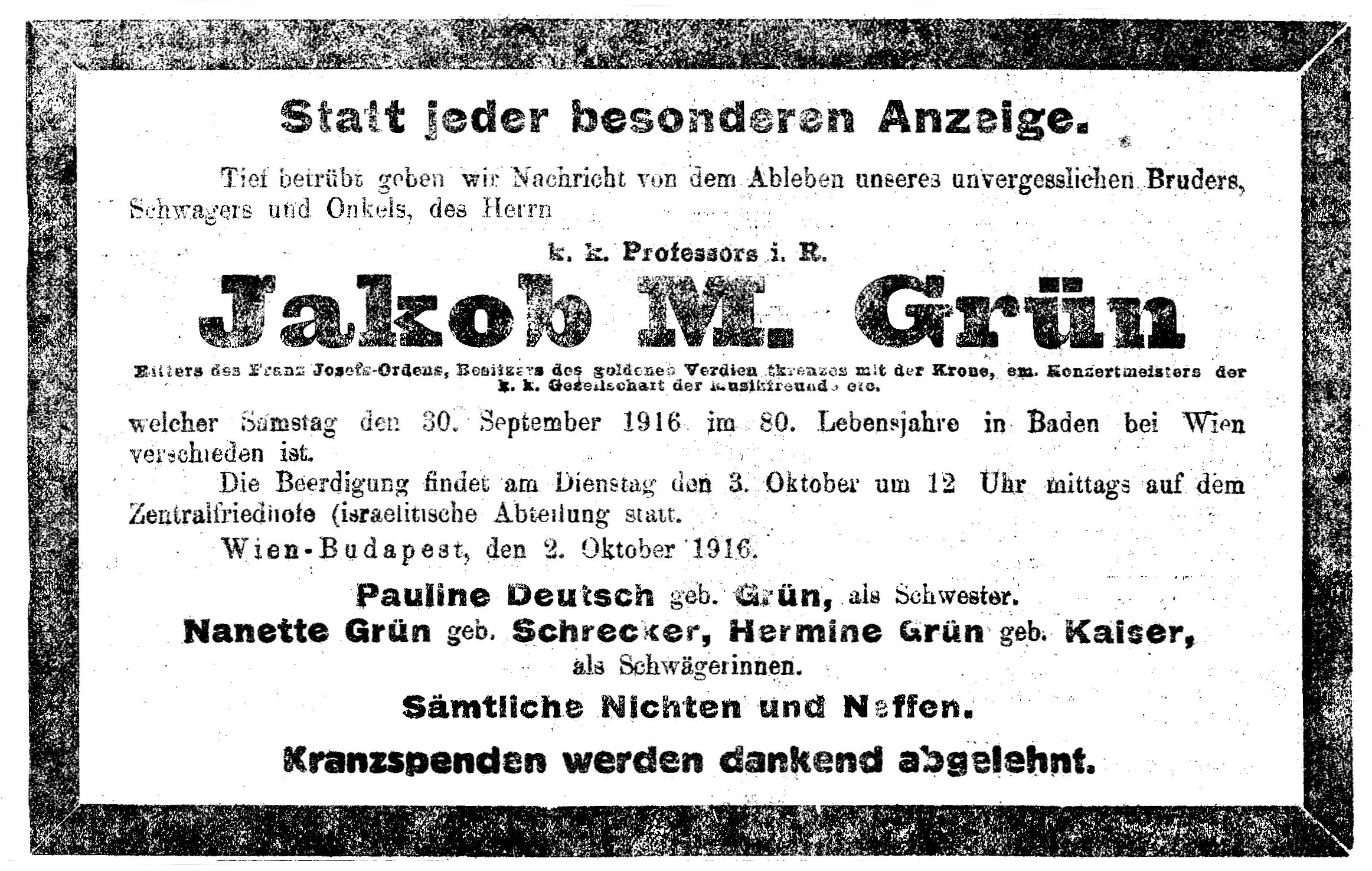
Gyászjelentése

## Díjai
- Ferenc József-rend lovagkeresztje
- Arany Érdemkereszt a koronával
- Román királyi művészeti és tudományos érem "Bene merenti" 1. osztály
- A Bécsi Tonkünstler Egyesület tiszteletbeli tagja

## Fordítás
- Ez a szócikk részben vagy egészben  a   Jakob Grün című német Wikipédia-szócikk ezen változatának fordításán alapul.  Az eredeti cikk szerkesztőit annak laptörténete sorolja fel. Ez a jelzés csupán a megfogalmazás eredetét és a szerzői jogokat jelzi, nem szolgál a cikkben szereplő információk forrásmegjelöléseként.